# Ege Bamyasi
Ege Bamyasi — четвёртый студийный альбом немецкой краут-рок-группы Can, первоначально выпущенный в 1972 году на лейбле United Artists Records. Лид-синглом с альбома стала песня «Spoon», стартовавшая в топ-10 чарта Германии, в основном благодаря её использованию в качестве главной темы к мини-сериалу Das Messer на германском телевидении. Успех песни позволил Can перейти в лучшую студию, где они и записали альбом Ege Bamyasi.

## Список композиций
Слова и музыка всех песен — Дамо Судзуки, Хольгер Шукай, Ирмин Шмидт, Яки Либецайт и Михаэль Кароли.
| №  | Название         | Длительность |
| -- | ---------------- | ------------ |
| 1. | «Pinch»          | 9:28         |
| 2. | «Sing Swan Song» | 4:49         |
| 3. | «One More Night» | 5:35         |

| №                   | Название            | Длительность |
| ------------------- | ------------------- | ------------ |
| 4.                  | «Vitamin C»         | 3:34         |
| 5.                  | «Soup»              | 10:25        |
| 6.                  | «I’m So Green»      | 3:03         |
| 7.                  | «Spoon»             | 3:03         |
| Общая длительность: | Общая длительность: | 39:57        |

## Участники записи
- Дамо Судзуки — вокал;
- Михаэль Кароли — гитара;
- Ирмин Шмидт — клавишные;
- Хольгер Шукай — бас-гитара;
- Яки Либецайт — ударные.